# Herb gminy Słońsk
Herb gminy Słońsk – symbol gminy Słońsk.

## Wygląd i symbolika
Herb przedstawia na tarczy w polu srebrnym ceglasty czerwony zamek z bramą wjazdową i pięcioma wieżami, a w bramie biały krzyż maltański. Jest to historyczny herb Słońska, nawiązujący do losów tej miejscowości. 